# Maria d'Angiò
Maria d'Angiò (in catalano: Maria d'Anjou i d'Aragó, in castigliano: María de Anjou, ed in francese: Marie d'Anjou; Angers, 14 ottobre 1404 – Châtellerault, 29 novembre 1463) fu regina consorte di Francia dal 1422 al 1461.
Era figlia di Luigi duca d'Angiò, conte di Provenza e re di Napoli, e di Iolanda di Aragona.

## Biografia
Nel 1413 la madre promise Maria in sposa al figlio del re di Francia Carlo VI e di Isabella di Baviera, Carlo, che praticamente era stato rifiutato dalla famiglia in quanto correva voce che fosse figlio del duca d'Orléans, Luigi di Valois.
Da quella data il futuro re di Francia visse in Angiò, alla corte di Iolanda, madre di Maria.
Nel 1417, il padre morì di malattia. Nello stesso anno il suo promesso Carlo diveniva il delfino del regno di Francia.
Maria d'Angiò, diciottenne, il 22 aprile 1422 sposò il delfino di Francia, Carlo.
Il 21 ottobre del 1422, alla morte del re di Francia, Carlo VI, suo marito, Carlo, gli successe nel titolo col nome di Carlo VII, ma ebbe il riconoscimento di una piccola parte della nobiltà francese, che a Parigi invece acclamò Enrico II che era già re d'Inghilterra (Enrico VI) ed i suoi sudditi continuarono a chiamarlo Delfino.
Il titolo di re, e quindi a Maria di regina, venne attribuito a Carlo VII nella cattedrale di Reims, il 17 luglio del 1429, dopo la solenne incoronazione da Giovanna d'Arco, inginocchiata ai loro piedi.
Maria fu testimone della riconquista dei territori francesi da parte del marito sino alla conclusione della guerra dei cent'anni (1453), che portò alla definitiva vittoria della Francia sull'Inghilterra.
Nonostante diede a suo marito tredici figli tra cui l'erede al trono di Francia, il futuro Luigi XI, la vita sentimentale di Maria non fu tra le più felici in quanto il marito, Carlo VII, a partire dal 1444 le preferì la sua amante, Agnès Sorel, sino alla morte di quest'ultima (1450).
Maria, rimasta vedova nel 1461, si ritirò nella contea di Poitiers, attuale Poitou-Charentes, dove, nel viennese si spense, nel 1463.

## Discendenza
Maria e Carlo ebbero 13 figli:
- Luigi, futuro re Luigi XI (3 luglio 1423-30 agosto 1483);
- Giovanni di Francia (1425);
- Radegonda di Francia (1428-1444);
- Caterina di Francia (1428-1446), che sposò Carlo I di Borgogna;
- Giacomo di Francia (1432-1437);
- Iolanda di Francia (1434-1478), sposatasi con Amedeo IX di Savoia;
- Giovanna di Francia (1435-1482), sposatasi con Giovanni II di Borbone;
- Filippo di Francia (1436);
- Margherita di Francia (1437-1438);
- Giovanna di Francia (1438-1446);
- Maria di Francia (1438-1439), gemella di Giovanna;
- Maddalena di Francia (1443-1495), sposatasi, nel 1461, con Gastone di Foix, principe di Viana;
- Carlo di Francia (1446-1472).

## Ascendenza
|                      |                      |                        | Genitori                   |  |  | Nonni |  |  | Bisnonni               |  |  | Trisnonni             |  |
|                      |                      |                        |                            |  |  |       |  |  | Giovanni II di Francia |  |  | Filippo VI di Francia |  |
|                      |                      |                        |                            |  |  |       |  |  | Giovanni II di Francia |  |  | Filippo VI di Francia |  |
|                      |                      | Giovanna di Borgogna   |                            |  |  |       |  |  | Giovanni II di Francia |  |  |                       |  |
| Luigi I d'Angiò      |                      |                        |                            |  |  |       |  |  | Giovanni II di Francia |  |  |                       |  |
|                      |                      | Bona di Lussemburgo    | Giovanni I di Boemia       |  |  |       |  |  |                        |  |  |                       |  |
|                      |                      | Bona di Lussemburgo    | Giovanni I di Boemia       |  |  |       |  |  |                        |  |  |                       |  |
|                      |                      | Bona di Lussemburgo    | Elisabetta di Boemia       |  |  |       |  |  |                        |  |  |                       |  |
| Luigi II d'Angiò     |                      | Bona di Lussemburgo    |                            |  |  |       |  |  |                        |  |  |                       |  |
|                      |                      | Carlo di Blois         | Guido I di Blois-Châtillon |  |  |       |  |  |                        |  |  |                       |  |
|                      |                      | Carlo di Blois         | Guido I di Blois-Châtillon |  |  |       |  |  |                        |  |  |                       |  |
|                      |                      | Carlo di Blois         | Margherita di Valois       |  |  |       |  |  |                        |  |  |                       |  |
| Maria di Blois       |                      | Carlo di Blois         |                            |  |  |       |  |  |                        |  |  |                       |  |
|                      |                      | Giovanna di Penthièvre | Guido di Penthièvre        |  |  |       |  |  |                        |  |  |                       |  |
|                      |                      | Giovanna di Penthièvre | Guido di Penthièvre        |  |  |       |  |  |                        |  |  |                       |  |
|                      |                      | Giovanna di Penthièvre | Giovanna d'Avaugour        |  |  |       |  |  |                        |  |  |                       |  |
| Maria d'Angiò        |                      | Giovanna di Penthièvre |                            |  |  |       |  |  |                        |  |  |                       |  |
|                      | Pietro IV di Aragona | Alfonso IV d'Aragona   |                            |  |  |       |  |  |                        |  |  |                       |  |
|                      | Pietro IV di Aragona | Alfonso IV d'Aragona   |                            |  |  |       |  |  |                        |  |  |                       |  |
|                      | Pietro IV di Aragona | Teresa di Entenza      |                            |  |  |       |  |  |                        |  |  |                       |  |
| Giovanni I d'Aragona | Pietro IV di Aragona |                        |                            |  |  |       |  |  |                        |  |  |                       |  |
|                      |                      | Eleonora di Sicilia    | Pietro II di Sicilia       |  |  |       |  |  |                        |  |  |                       |  |
|                      |                      | Eleonora di Sicilia    | Pietro II di Sicilia       |  |  |       |  |  |                        |  |  |                       |  |
|                      |                      | Eleonora di Sicilia    | Elisabetta di Carinzia     |  |  |       |  |  |                        |  |  |                       |  |
| Iolanda di Aragona   |                      | Eleonora di Sicilia    |                            |  |  |       |  |  |                        |  |  |                       |  |
|                      |                      | Roberto I di Bar       | Enrico IV di Bar           |  |  |       |  |  |                        |  |  |                       |  |
|                      |                      | Roberto I di Bar       | Enrico IV di Bar           |  |  |       |  |  |                        |  |  |                       |  |
|                      |                      | Roberto I di Bar       | Iolanda di Dampierre       |  |  |       |  |  |                        |  |  |                       |  |
| Iolanda di Bar       |                      | Roberto I di Bar       |                            |  |  |       |  |  |                        |  |  |                       |  |
|                      |                      | Maria di Valois        | Giovanni II di Francia     |  |  |       |  |  |                        |  |  |                       |  |
|                      |                      | Maria di Valois        | Giovanni II di Francia     |  |  |       |  |  |                        |  |  |                       |  |
|                      |                      | Maria di Valois        | Bona di Lussemburgo        |  |  |       |  |  |                        |  |  |                       |  |
|                      |                      | Maria di Valois        |                            |  |  |       |  |  |                        |  |  |                       |  |